# Kraag (numismatiek)
De kraag (Engels: segmented collar, Frans: virole brisée) is in de numismatiek een essentieel onderdeel van het slaan van munten. De kraag is een metalen ring in de muntpers die twee belangrijke functies vervult: het vormt de rand van de munt tijdens het slaan en voorkomt dat het metaal verder uitzet dan de gewenste diameter. De kraag zorgt er dus voor dat alle munten van een bepaalde nominale waarde dezelfde diameter hebben.

## Werking
De kraag bevindt zich rondom de onderste matrijs van de muntpers. Nadat het muntplaatje op de onderste matrijs is geplaatst, wordt de bovenste matrijs met grote kracht naar beneden gedrukt. De kraag omsluit het muntplaatje en zorgt ervoor dat het metaal niet ongecontroleerd kan uitvloeien. Hierdoor ontstaat een scherpe en gedefinieerde rand.